# Дукс, Клэр
Клэр Дукс, урождённая Виткович (Claire Dux; 2 августа 1885, Витково, Польша — 8 октября 1967, Чикаго, США) — немецкая оперная певица (лирическое сопрано) польского происхождения.

## Биография
Клэр Виткович родилась в 1885 году в Виткове. Её мать была сестрой Клары Шуман, жены Роберта Шумана. В возрасте 12 лет Клэр спела партию Гретель в опере «Гензель и Гретель» Хумпердинка: постановку организовала её мать с целью сбора средств для помощи бедным детям. Детство и юность Клэр прошли в Быдгоще, а в возрасте 20 лет она отправилась учиться в Берлин. Её педагогами стали Мария Швадтке и Адольф Деппе. Впоследствии она совершенствовалась в Милане у Терезы Аркель.
Дебют Клэр Дукс состоялся в 1906 в Кёльне, в партии Памины («Волшебная флейта» Моцарта). С 1911 по 1918 год Дукс выступала в Берлинской государственной опере, где пела в немецких и итальянских операх. В 1913 певица гастролировала в Лондоне (где выступала в Театре Её Величества и в Ковент-Гардене) в 1918—1923 — в Стокгольме, в 1921—1923 — в Чикаго. Дукс считалась одной из лучших исполнительниц ведущих партий в операх Моцарта и Вагнера. В числе прочих её ролей были Софи («Кавалер роз» Р. Штрауса), Недда («Паяцы» Леонкавалло), Марта (одноимённое произведение Флотова) и др. Она обладала лирическим сопрано редкостной чистоты и прекрасной вокальной техникой, позволявшей ей передавать тончайшие нюансы pianissimo. Критики также отмечали её актёрское мастерство.
Клэр Дукс трижды была замужем: первым её мужем был немецкий писатель Альфред Императори; вторым — актёр Ханс Альберс; третьим — Чарльз Свифт, американский миллионер. Поселившись в Чикаго, в 1923 году Дукс оставила оперную сцену, однако продолжала выступать как концертная певица, исполняя в том числе немецкие Lieder. В 1942 году её портрет, известный под названием «Меланхолия», написал Сальвадор Дали.
Клэр Дукс умерла в 1967 году в Чикаго.